# Джорданвилл
Джо́рданвилл (Джорданви́лль, англ. Jordanville) — деревня в северо-западной части города Уоррен, округа Херкимер, штат Нью-Йорк. Джорданвилл располагается на пересечении маршрутов 18 и 155. Поселение на этом месте основано ранее 1791 года.
Приблизительно в миле к северу от него расположен Свято-Троицкий монастырь, который является духовным центром Русской православной церкви заграницей. При монастыре существуют духовная семинария, издательство, иконописная мастерская, библиотека и кладбище. В годы существования Советского Союза джорданвиллская типография была самым крупным издателем духовной и церковной литературы на русском языке.
Также в Джорданвилле существует Замок Гелстон (англ. Gelston Castle), построенный в 1836 году Гарриет Дуглас Крюгер и публичная библиотека.